# Преспанско-Пелагонийская епархия
Преспа́нско-Пелагони́йская епа́рхия (макед. Преспанско-пелагониска епархија) — епархия Македонской православной церкви.

## История
Учреждена в 1958 году, центром был выбран город Битола. Вначале эта епархия называлась Охридско-Битольской епархией. Епископ Климент (Трайковский) был избран архиепископом, который руководил ею до 1977 года. В 1974 году епархия была переименована в Преспанско-Битольскую и ею управляли викарные епископы Мефодий (Попоский), Ангеларий (Крстеский) и Горазд (Димитриевский), а с 1979 года — митрополит Гавриил (Милошев). В 1981 году митрополит Петр (Каревский) был поставлен во главе Преспанско-Битольской епархии. В 1994 году епархия была переименована в Преспанско-Пелагонийскую с четырьмя благочиниями: Битольским, Прилепским, Ресенским и Крушев-Демирхисарским. Епархия насчитывала около 300 000 верующих, 600 церквей, монастырей и часовен, 100 священников и 30 монахов и монахинь.
Епархии принадлежит Библиотека имени святого Иоанна Богослова, общее книжное собрание которой насчитывает более 10 000 книг. Как издательство, оно издавало широкий спектр богословской литературы. В составе епархии работает Гуманитарная организация «Самаритянин», которая является и инициатором, и исполнителем идеи проекта «Третий ребенок — повышение рождаемости». Эта гуманитарная организация с благословения и под покровительством компетентного архиерея организует большое количество гуманитарных выставок, мероприятий, аукционов, с целью сбора помощи для подопечных епархии. Крайне значимой ее деятельностью является также национальная кухня.
20 июня 2023 года из ее состава была выделена Крушевско-Демирхисарская епархия.

## Названия
- Охридско-Битольская (1958—1974)
- Преспанско-Битольская (1974—1994)
- Преспанско-Пелагонийская (с 1994)

## Архиереи
- Климент (Трайковский) (19 июля 1959 — 18 июня 1979)
- Гавриил (Милошев) (июнь 1979 — 2 апреля 1981) в/у, митр. Повардарский
- Петр (Каревский) (с 14 июня 1981)

### Викарии
- епископ Пелагонийский Ангеларий (Крстеский) (23 июня 1975 — 5 июля 1977)
- епископ Дремвицкий Иоанн (Вранишковский) (19 июля 1998 — 26 ноября 2000)
- епископ Гераклейский Климент (Божиновский) (с 12 июля 2005)
- епископ Величский Николай (Трайковский) (с 21 января 2024)

## Благочиния
Епархия разделена на 4 церковных округа и 39 приходов.